# Costel Zaharia
Costel Zaharia a fost un compozitor român de muzică ușoară. Este autorul celebrei piese „Macarale” (1961), interpretată de formația Trio Grigoriu. A părăsit România în primii ani 1960 și, conform practicii politice, numele lui a fost dat uitării.

## Repertoriu selectiv
| Titlu                          | Textier                            | Interpret           | Discografie                                               | Partituri                                     |
| ------------------------------ | ---------------------------------- | ------------------- | --------------------------------------------------------- | --------------------------------------------- |
| Calea Victoriei                | Angel Grigoriu și Romeo Iorgulescu | Luigi Ionescu       | EDC 391 (1963, Electrecord)                               | Album de muzică ușoară Editura Muzicală, 1962 |
| Concert în pădure (medium fox) | Angel Grigoriu și Romeo Iorgulescu | Ilinca Cerbacev     | EDC 335 (1962, Electrecord)                               | „Concert în pădure” Editura Muzicală [f.a.]   |
| E timp pentru toate            | Angel Grigoriu și Romeo Iorgulescu | indisp.             | indisp.                                                   | „E timp pentru toate” Editura Muzicală [f.a.] |
| Frunze de toamnă (rumbă lentă) | Angel Grigoriu                     | Margareta Pâslaru   | EDA 3043 (1961, Electrecord), EDC 253 (1961, Electrecord) | indisp.                                       |
| Macarale (foxtrot)             | Angel Grigoriu și Romeo Iorgulescu | Trio Grigoriu       | EDA 3122 (1961, Electrecord)                              | Cîntece pentru tineret Editura Muzicală, 1963 |
| Macarale (foxtrot)             | Angel Grigoriu și Romeo Iorgulescu | Orch. Electrecord   | EDC 368 (1963, Electrecord) EDE 0125 (1963, Electrecord)  | Cîntece pentru tineret Editura Muzicală, 1963 |
| Poezia dragostei (rumbă lentă) | Angel Grigoriu și Romeo Iorgulescu | Constantin Drăghici | EDC 386 (1963, Electrecord)                               | indisp.                                       |